# Кача Самарджич-Шербан-Финци
Кача Самарджич-Шербан-Финци (на сръбски: Каћа Самарџић-Шербан-Финци или Kaća Samardžić-Šerban-Finci) е югославска актриса.

## Биография
Родена е на 18 октомври 1919 година в Скопие, тогава в Кралство Югославия. Завършва осем класа в гимназията. Тя е първата съпруга на сценографа Миленко Шербан. Актьорската си кариера започва в Народния театър на Дунавска Бановина, където играе от 10 август 1937 до 6 април 1941 година.
Известни роли на Кача Самарджич са в „Слугата Йерней и неговата правда“ на Иван Цанкар, Ядарка в „Княз Иво от Семберия“ на Бранислав Нушич, Друга придворна дама в „Чаша вода“ на Йожен Скриб, Латифа в „Хасанагиница“ на Милан Огризович, Вукица в „Покойник“ на Бранислав Нушич, Савка в „Д-р“ на Бранислав Нушич, Трета девойка в „Джидо“ на Янко Веселинович, Йеца в „Селският нехранимайко“ на Еде Тот, Сестра в „Бялата болест“ на Карел Чапек, Янковичка в „СЮЕЖ (Сдружение на югославските еманципирани жени)“ на Бранислав Нушич, Титания в „Сън в лятна нощ“ на Уилям Шекспир, Госпожица Луиза в „Спомен за Соренто“ на Богдан Чиплич, Карън Райт в „Часът на децата“ на Лилиан Хелман, Лиза във „Васа Железовна“ на Максим Горки, Друга госпожа в „Така е, ако си мислите, че е така“ на Луиджи Пирандело, Марияна в „Щастливите дни“ на Клод-Андре Пюже, Кети в „Лелята на Чарли“ на Томас Брандън, Регина в „Призраци“ на Хенрик Ибсен и други.